# Tratado de Hadiach

República polaco-lituana-rutena (1658).

El Tratado de Hádiach (polaco: ugoda hadziacka) fue un tratado firmado el 16 de septiembre de 1658, en Hádiach (Hadziacz, Hadiacz, Гáдяч) entre Polonia-Lituania, representada por S. Bieniewski y K. Jewłaszewski, y el Hetmanato cosaco representado por el hetman Iván Vyhovsky, el starshyna (sztarszna, el mayor) Yuri Nemýrych, artífice del tratado, y Pavló Teteria.
El documento, que nunca llegó a aplicarse, disponía que se crease una nueva unidad administrativa de cosacos y Rutenos —el Gran Principado de Rutenia (en)— igual en derechos a las existentes de polacos y lituanos en la Unión Polaco-Lituana, transformando de hecho a la Mancomunidad de Polonia-Lituania en Mancomunidad de Polonia-Lituania-Rutenia (polaco: Rzeczpospolita Trojga Narodów, “Mancomunidad de Tres Naciones”).
El acuerdo pretendía satisfacer las demandas de los starshynas de Zaporiyia, que querían recibir el mismo trato que la nobleza polaca, y también preveía la liquidación de la Unión de Brest. Sin embargo, en mayo de 1659, el Sejm ratificó el tratado en una forma muy reducida, no confirmando cláusulas que eran muy importantes para los cosacos, lo que resultó en la deposición de Vygovsky por los propios cosacos.

## Disposiciones del tratado

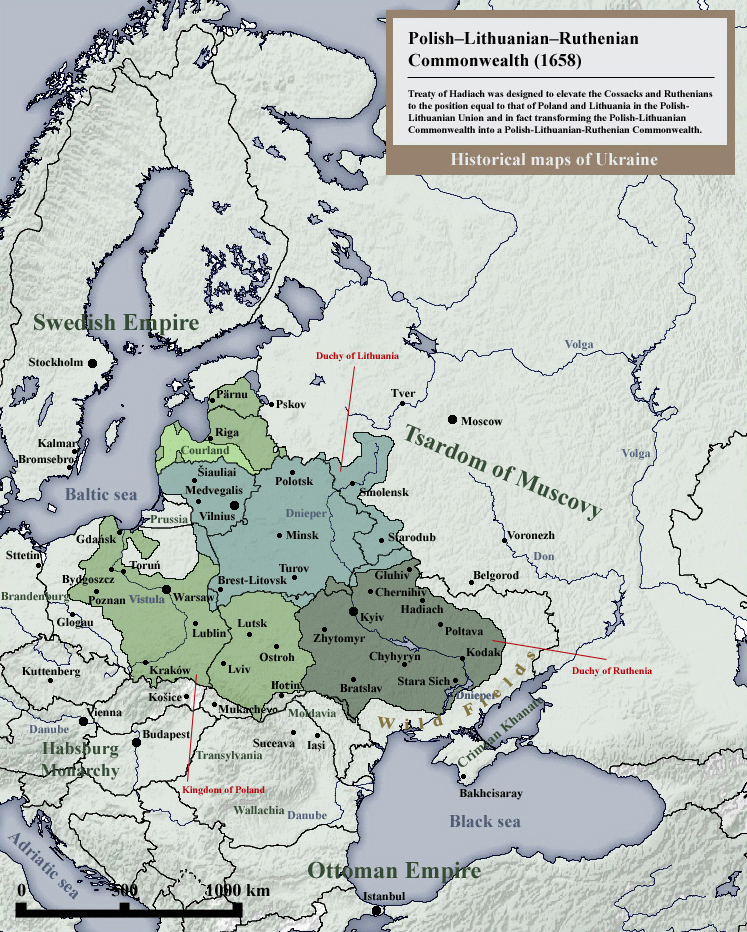
República polaco-lituana-rutena (1658).

Según el texto del tratado, rechazado tanto por los cosacos como por la nobleza gran polaco-lituana —en especial de aquellos aristócratas que habían perdido sus haciendas en Ucrania—, tres de las provincias de la República de las Dos Naciones —las de Kiev, Brátslav y Cherníhiv— conformarían la nueva unidad administrativa. El nuevo Gran Príncipe gobernaría el territorio como hetman vitalicio. El cargo lo elegiría el Parlamento polaco-lituano entre una cuaterna de candidatos propuestos por la asamblea cosaca y lo confirmaría el rey. El tratado también admitía la igualdad de la nobleza y de los oficiales polacos con la aristocracia polaco-lituana. La nobleza del Gran Principado de Rutenia podría participar en las elecciones de soberano, como la del resto del país. Cien cosacos de cada regimiento recibirían además un título de nobleza, ingresando así en esta. Se admitían en el Parlamento nuevos diputados: seis obispos ortodoxos —en el Senado—, hasta entonces excluidos de él, y otros elegidos por asambleas del nuevo Gran Principado.
El Gran Principado de Rutenia hubiese gozado además de autonomía financiera —con su propia Hacienda—, judicial —con tribunales propios— y militar —con un ejército de treinta mil cosacos y diez mil mercenarios—. Las huestes polaco-lituanas no hubiesen podido entrar en él sin permiso y, cuando lo hubiesen hecho, hubiesen quedado sometidas al mando del hetman. El hetman, gobernador provincial (voivoda) de Kiev, quedaba al mando del ejército e ingresaba en el Senado.
Los cargos administrativos de la provincia de Kiev se reservaban para los ortodoxos, mientras que en las otras dos provincias que formarían el Gran Principado, Brátslav y Cherníhiv, se alternarían con los católicos. Se permitía la educación secundaria ortodoxa y se expulsaba a los jesuitas de Kiev.
Los ortodoxos hubiesen obtenido igualdad de trato con los católicos. Los rebeldes obtenían la amnistía estatal.
Como concesiones de los cosacos y rutenos, se prohibía que el Gran Principado mantuviese relaciones exteriores propias, se devolvían las haciendas a los nobles que las habían perdido durante la Rebelión de Jmelnitski —si bien debían contar con el beneplácito del hetman— y se excluían del Gran Principado algunos territorios con abundante población ortodoxa como Podolia, Galitzia y Volinia.
El Parlamento polaco-lituano lo ratificó el 12 de mayo de 1659.

## Consecuencias
El Tratado de Hádiach fue en realidad un intento de la República de las Dos Naciones de recuperar el control de los Cosacos de Zaporiyia, que se había perdido tras la Rebelión de Jmelnitski.
La idea de que el ejército de Zaporiyia volviera a estar bajo la autoridad del rey de Polonia como parte de una triple federación que incluiría a Polonia, el Gran Ducado de Lituania y el Gran Principado de Rutenia, encontró muchos partidarios entre los stárostas cosacos, que querían equipararse a la nobleza de Polonia y Lituania, aunque tuvieran que aceptar el regreso de la nobleza polaca y de la Iglesia Católica a Rutenia, con derecho a recibir de vuelta todos los bienes confiscados durante la Rebelión de Jmelnitski.
Sin embargo, bajo la influencia del público polaco y de la Santa Sede, el Sejm ratificó el tratado en una forma muy reducida, no confirmando cláusulas que eran muy importantes para los cosacos. La promesa de crear un Principado de Rutenia no se cumplió, al igual que se rechazó la voluntad de mantener una alianza con Moscú.
Tampoco se aceptó la resolución de liquidar la Unión de Brest. La decisión del Sejm resultó en la deposición de Iván Vyhovsky Los cosacos no querían el regreso de la opresión social, religiosa y nacional, de la que se deshizo hace apenas unos años. Además, estaba claro que la Polonia no tenía intención de respetar la autonomía interna de los cosacos.
El Tratado de Hádiach provocó numerosos levantamientos de la población cosaca y campesina de Rutenia contra Vygovsky, fue acusado de "venderse a los polacos" y, en octubre de 1659, la Rada Cosaca, reunida en Bila Tserkva, eligió Yuri Jmelnitski como nuevo Hetman. Vyhovsky se vio obligado a renunciar al poder y transferir oficialmente los kleinodes del hetman a Yuri Jmelnitski. Pronto Vygovsky huyó a Polonia, donde posteriormente fue ejecutado acusado de traición.